# 5e division d'infanterie coloniale
Pour les articles homonymes, voir 5e division.
La 5e Division d'Infanterie Coloniale a été une division d'infanterie de l'armée de terre française.

## Les chefs de la5eDIC
1939 - 03/07/1940 :  Général Séchet

## Historique des garnisons, combats et batailles

### LaSeconde Guerre mondiale

#### Composition
- 22e régiment d'infanterie coloniale|
- 44e régiment d'infanterie coloniale mixte sénégalais
- 53e régiment d'infanterie coloniale mixte sénégalais
- 21e régiment d'artillerie coloniale mixte malgache
- 221e régiment d'artillerie lourde coloniale mixte malgache
- 75e groupe de reconnaissance de division d'infanterie

#### Combats

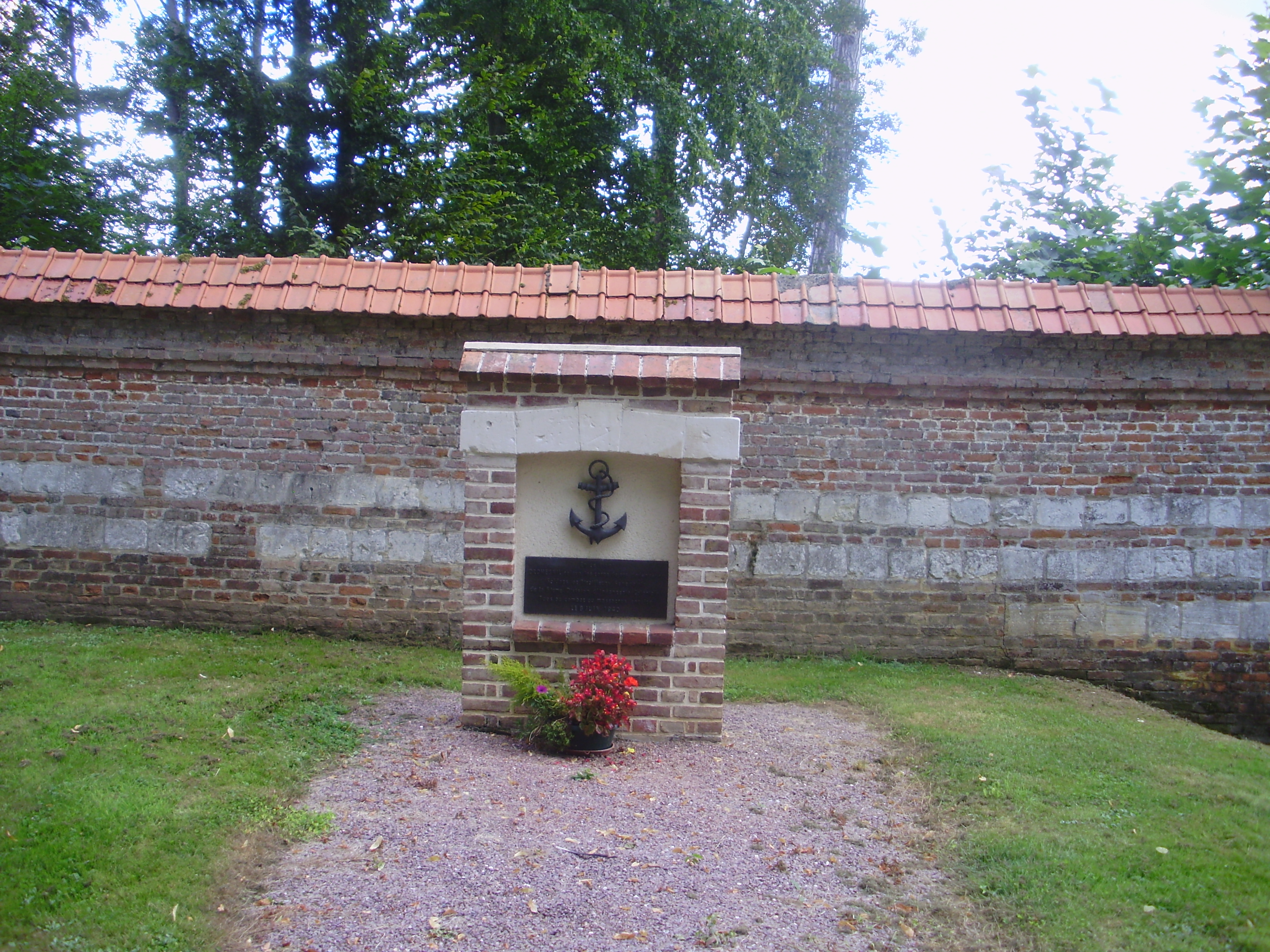
Stèle commémorative à la 5e DIC à Dromesnil.
L'épitaphe indique : « En ce lieu, Dromesnil releva les corps de ses défenseurs, Soldats et Tirailleurs sénégalais de la 5e Division d' Infanterie Coloniale. Tués au combat ou massacrés ensuite le 8 juin 1940 »

La 5e division d'infanterie coloniale prit part à la Bataille de France en mai-juin 1940. Le 8 juin 1940, à l'arrière du château de Dromesnil à proximité du saut de loup qui marque la limite du parc, des tirailleurs sénégalais du 53e régiment d'infanterie coloniale appartenant à la 5e D.I.C. furent massacrés par l'armée allemande.